# إيفا فرانش جيلابير
إيفا فرانش جيلابير(ولدت عام 1978)، هي مهندسة معمارية كاتالونية وأمينة مكتبة ومعلمة وكانت أول مديرة لكلية الهندسة المعمارية في لندن من يوليو 2018 حتى استقالتها في يوليو 2020.

## حياة مهنية
نشأت إيفا فرانش جيلابير في دلتيبري، وهي بلدة تقع على بعد 100 ميل (161 كيلومترًا) جنوب غرب برشلونة في كاتالونيا، حيث عملت في صالون والدتها لتصفيف الشعر قبل مغادرتها لدراسة الهندسة المعمارية في برشلونة وديلفت. يقال إن حياتها المهنية كمتزلجة جليد قد انقطعت بسبب الإصابة في سن 17 عام، وبعد ذلك درست فرانش الهندسة المعمارية، وفازت بزمالة في جامعة برينستون في عام 2006، واستمرت في مسيرتها المهنية في الولايات المتحدة.
درّست فرانش في كلية كوبر يونيون للهندسة المعمارية، وجامعة كولومبيا جي اس ايه بي بي، وجامعة «أي يو ايه في» في البندقية، وجامعة ولاية نيويورك بوفالو، وكلية الهندسة المعمارية بجامعة رايس. 
في عام 2004، أسست مكتبها المعماري الخاص بها، مكتب الشؤون المعمارية. 
من عام 2010 إلى عام 2018، كانت فرانش أمينًا رئيسيًا ومديرًا تنفيذيًا لمتجر ستورفرونت للفنون والعمارة في نيويورك.
في عام 2014، تم اختيارها من قبل وزارة الخارجية الأمريكية لتمثيل الولايات المتحدة في بينالي البندقية الرابع عشر مع مشروع أوفيس الأمريكي، وهو مركز فكري تجريبي لممارسة الهندسة المعمارية.
تم تعيينها - من قائمة مختصرة مكونة من ثلاثة أشخاص - كمدير دائم لجمعية الهندسة المعمارية في لندن في عام 2018 (خلفًا للمدير المؤقت سامانثا هاردنغهام).
بعد التصويت على سحب الثقة من قيادتها، تم إقالة فرانش في يوليو 2020 بسبب "الفشل في تطوير وتنفيذ الإستراتيجية الحفاظ على ثقة مجتمع مدارس «ايه ايه» التي كانت تمثل إخفاقات محددة في الأداء مقابل الأهداف الواضحة الموضحة في عقد العمل الأصلي. 
"جاء فصلها على الرغم من دعم الأكاديميين الذين كتبوا خطابًا مفتوحًا يتحدث عن" التحيزات المنهجية "ضد المرأة والتمييز على أساس الجنس، واتُهم «ايه ايه» باستخدام" الوباء لأغراض معادية للديمقراطية ".  
أفادت مجلة ديزين المعمارية عن آراء المعلمين والخريجين بأن الفشل في التحقيق في مزاعم التنمر والتمييز على أساس الجنس قد أضر بكل من مدرسة «ايه ايه» ومهنة الهندسة المعمارية، تاركًا «سحابة فوق المدرسة». ومع ذلك، وصفت رسالة مفتوحة انتقامية من اثنين من معلمي «ايه ايه» (ريكاردو رويفو وويل أور) اتهام التمييز على أساس الجنس بأنه «غير مدروس تمامًا»، في حين اتهمت رسائل أخرى جمعية أهلية بخلط التصويت على القيادة مع «القضايا المنهجية» المتعلقة بافتقارها إلى التنوع.
التزمت فرانش الصمت، حيث قال مستشارها في العلاقات العامة إنها لا تستطيع التعليق لأسباب قانونية.